# SkyEurope Airlines
SkyEurope Airlines, a.s. (neoficiálně také Sky Europe) byla slovenská nízkonákladová letecká společnost se sídlem na letišti M. R. Štefánika v Bratislavě a dalšími základnami v Praze, Košicích, Vídni, Krakově a Budapešti. Vznikla v roce 2001. Za celou dobu působení tato aerolinka nevykázala žádný zisk, v roce 2009 vyhlásila bankrot. Poskytovala jak pravidelné tak i charterové lety.
Společnost odbavovala 30 % cestujících na bratislavském letišti a byla druhým největším dopravcem v Česku. Do Česka a Slovenska přinesl dopravce SkyEurope fenomén levných letenek. Největším prodejcem letenek SkyEurope v Česku byla společnost Student Agency, společnost spolupracovala také s Českými drahami.

## Historie

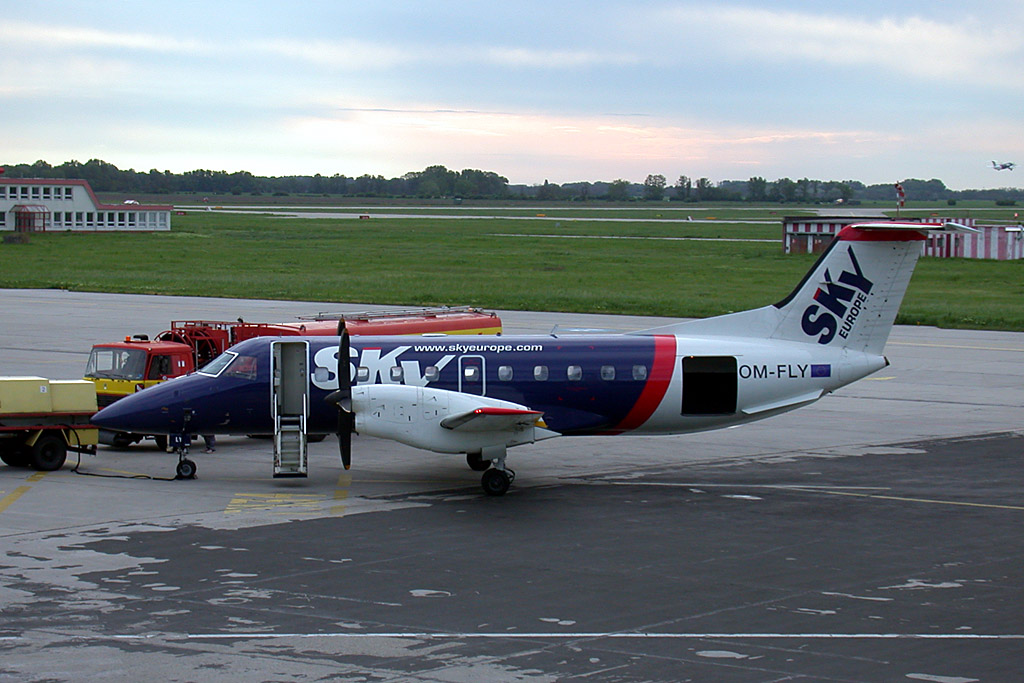
První letadlo této společnosti Embraer EMB 120 ve starém zbarvení, letiště Bratislava, 2008

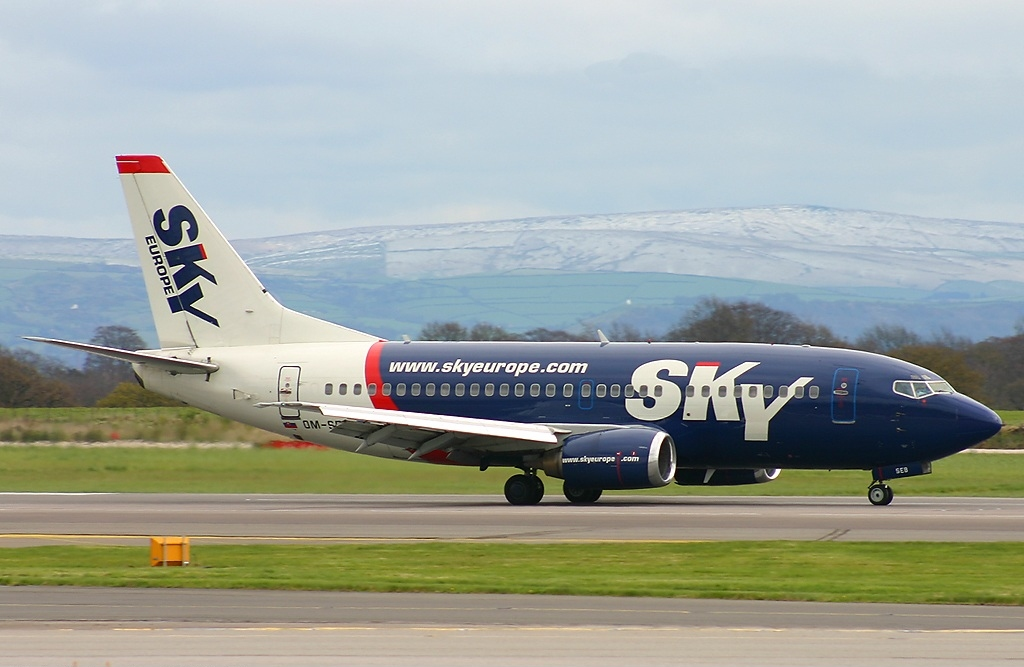
Letadlo Boeing 737-500 ve starém zbarvení SkyEurope

### Vznik
Letecká společnost byla založena v listopadu 2001 a začala fungovat 13. února 2002. Založili ji Alain Skowronek (výkonný ředitel) a Christian Mandl (předseda) za financování Evropské banky pro obnovu a rozvoj (EBRD), ABN-Amro a fondů EU. Dne 12. února 2002 dostala společnost povolení od úřadů provozovat leteckou společnost, první linka zahájila provoz 13. února téhož roku, byl to vnitrostátní let Bratislava – Košice obsluhovaný třicetisedadlovým letadlem Embraer 120 Brasilia. Cílem společnosti bylo „rozlétat" a položit základy leteckého průmyslu na Slovensku, SkyEurope chtěla také přiblížit létání větším masám lidí díky levným letenkám.

### Průběh
Společnost v listopadu 2003 expandovala jako první nízkonákladová letecká společnost do Maďarska, začala provozovat lety do Paříže či Londýna. V roce 2004 společnost založila nové báze ve Vídni, Varšavě, Košicích či Krakově. Později v roce 2005 byly báze v Polsku a Maďarsku zrušeny. Roku 2006 představila společnost nové barevnější logo, a tudíž i zbarvení letadel – livery.
V dubnu roku 2006 SkyEurope otevřela bázi na letišti Ruzyně v Praze. Byla první leteckou společností, která si zde vytvořila základnu po otevření nového Terminálu Sever 2. Začala odsud provozovat lety do Barcelony, Milána, Neapoli, Nice, Paříže-Orly a Říma-Fiumicino.

### Zánik
V roce 2007 dostala společnost nové vedení vybrané investory. To ji mělo vyvést z problémů. Sice dokázalo umírnit dluh, ale později udělalo rozhodnutí, která společnosti neprospěla. Na začátku června 2009 rezignoval generální ředitel společnosti Jason Bitter, který byl v této funkci od roku 2007, nahradil ho Nick Manoudakis.

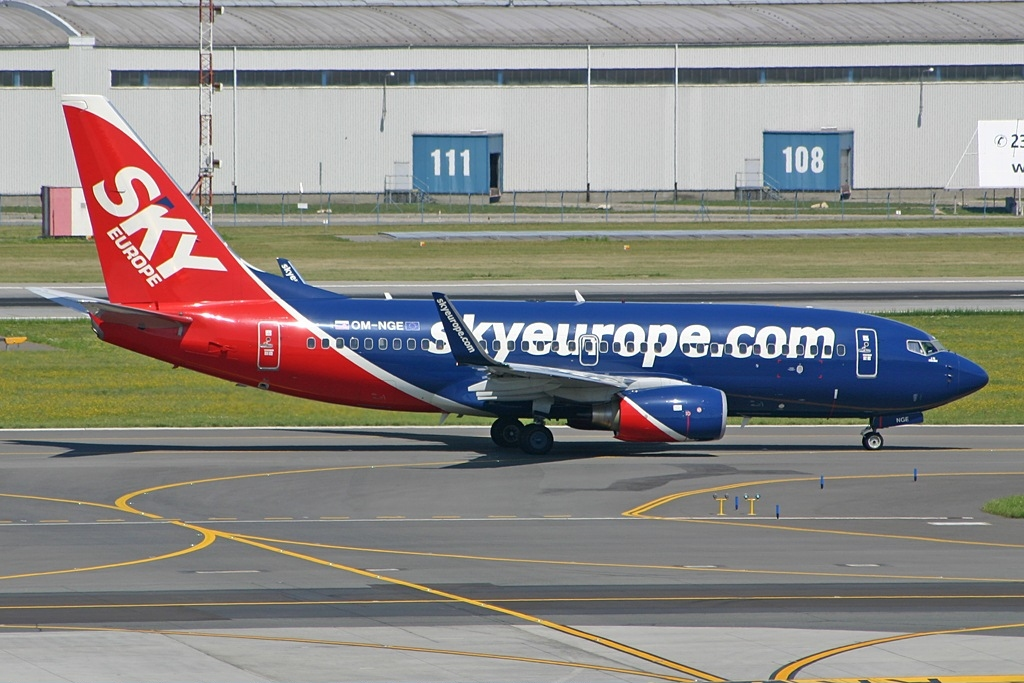
Boeing 737-700 v nových SkyEurope barvách uvedené v roce 2007 na letišti v Praze

V říjnu až prosinci 2008 SkyEurope přepravila 726 656 pasažérů, což představovalo meziroční pokles o 15 %. Využití sedačkové kapacity bylo těsně pod 70 procenty. SkyEurope dosahovala každoročně ztrát v řádu desítek milionů eur. V hospodářském roce 2008 činila průměrná ztráta na prodanou letenku asi 390 Kč. Společnost nedodržela termín pro zveřejnění auditovaných výsledků za hospodářský rok končící 30. září 2008. Vedení společnosti 30. ledna 2009 oznámilo, že auditované výsledky zveřejní nejpozději 17. února. Dne 17. února vydala společnost prohlášení, že výsledky zveřejní 15. března. V polovině března byl termín posunut na polovinu dubna, a po jeho vypršení na polovinu května.

I když se vedení firmy snažilo situaci napravit a hledalo nové investory a řešení, v roce 2009 leasingová společnost kvůli dluhům zabavila SkyEurope šest letadel, letiště odmítala odbavovat cestující této společnosti, včetně pařížského Orly, které v červnu dokonce zadrželo jedno letadlo, které nakonec francouzský soud osvobodil. Dne 31. července projevila zájem investovat do SkyEurope rakouská firma FOCUS Equity. Již 13. srpna přestala společnost provozovat lety na svoji základnu ve Vídni, letiště odmítlo kvůli dluhům (které byly později zaplaceny) cestující odbavovat, lety byly odkloněny do Bratislavy. Dlouhou dobu pomáhali společnosti také její zaměstnanci, kteří souhlasili se zdržením červencových mezd, některým zaměstnancům firma dlužila peníze už předtím.

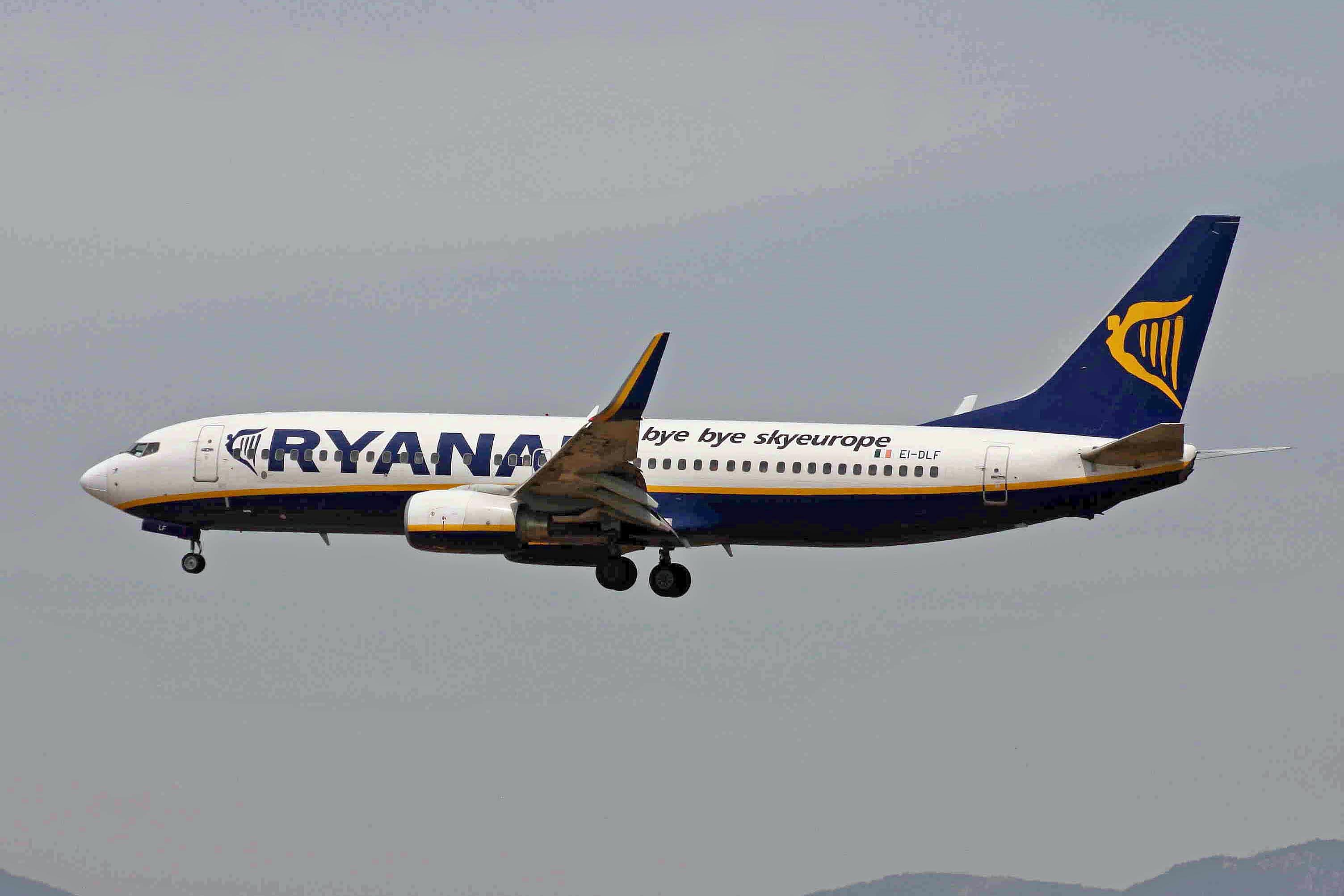
Letadlo Boeing 737-8ASW nízkonákladové společnosti Ryanair s nápisem „bye, bye SkyEurope" v překladu „sbohem SkyEurope"

Krátce před půlnocí 31. srpna 2009 společnost zastavila všechny lety a vyhlásila bankrot, soudem jmenovaný správce firmy podal návrh na konkurz. Auditorem SkyEurope byla společnost KPMG, nikdo ale o společnost neměl zájem a ta nakonec zanikla. 2. září byla firmě odebrána slovenským ministerstvem dopravy letecká licence, neboť nedokázala finančně zajistit dopravu pro své zákazníky.
Za původce problémů ve společnosti se považovaly četné chyby vedení, dále světová finanční krize a zvýšené ceny ropy, aerolinie postupně čelila konkurentům jako Ryanair nebo Wizz Air.

#### Po krachu
Po společnosti zůstalo přibližně 280 000 cestujících, kteří přišli o letenky a peníze. Slovenská advokátní kancelář Bizoň & Partners obvinila firmu z bankrotového podvodu a podala podnět slovenské generální prokuratuře.
Na hlavní základně v Bratislavě společnost později nahradila aerolinie Ryanair. Ta dokonce na svá letadla nechala vytvořit nápis „bye bye SkyEurope" v překladu „sbohem SkyEurope". Takto se společnost „loučila" již například s EasyJetem, Alitalií či Lufthansou. Na jiných letištích nahradily SkyEurope také EasyJet nebo maďarský Wizz Air. O nahrazení se pokoušela také slovenská letecká společnost Danube Wings, ta ale zanikla o čtyři roky později, v roce 2013.

## Hospodaření

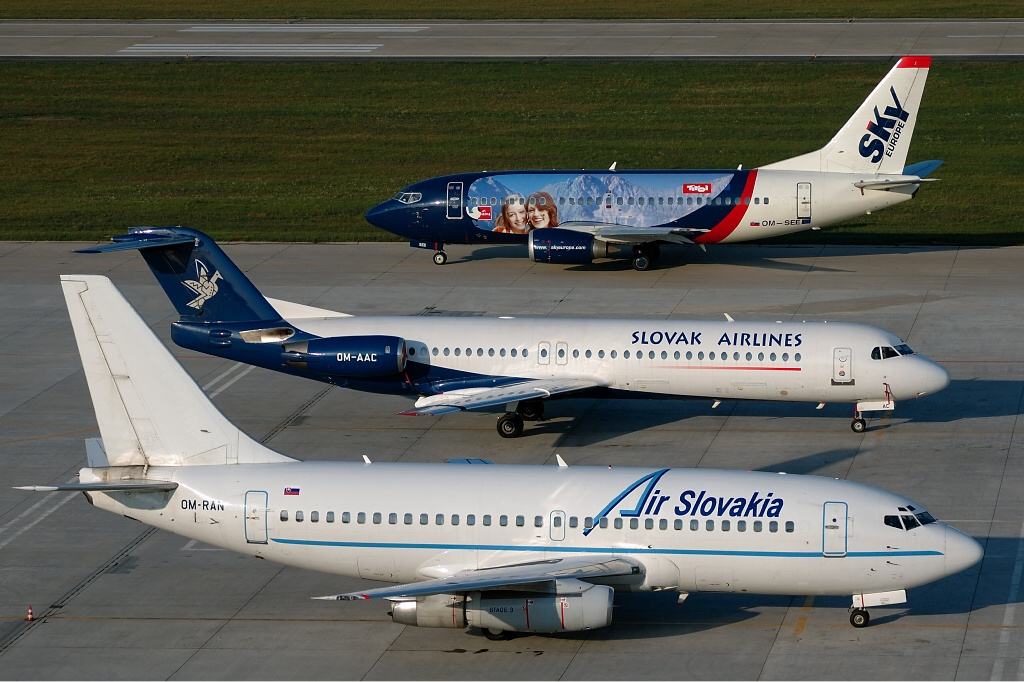
Air Slovakia Boeing 737-200, Slovak Airlines Fokker 100 a SkyEurope Boeing 737-500 v září 2006

Od 27. září 2005 byla společnost veřejně obchodovatelná na burzách ve Vídni a Varšavě. Otevírací cena za akcii byla 6 eur, s hodnotou společnosti 120 milionů euro. Vzhledem k pravidelným ztrátám v řádů desítek milionů eur se cena akcií v prosinci 2008 pohybovala na úrovni 25 centů za akcii. K 30. září 2008 SkyEurope dlužila na sociálním pojištění 1 milion eur. Tento dluh vzrostl na 2,4 milionů eur na konci března 2009.

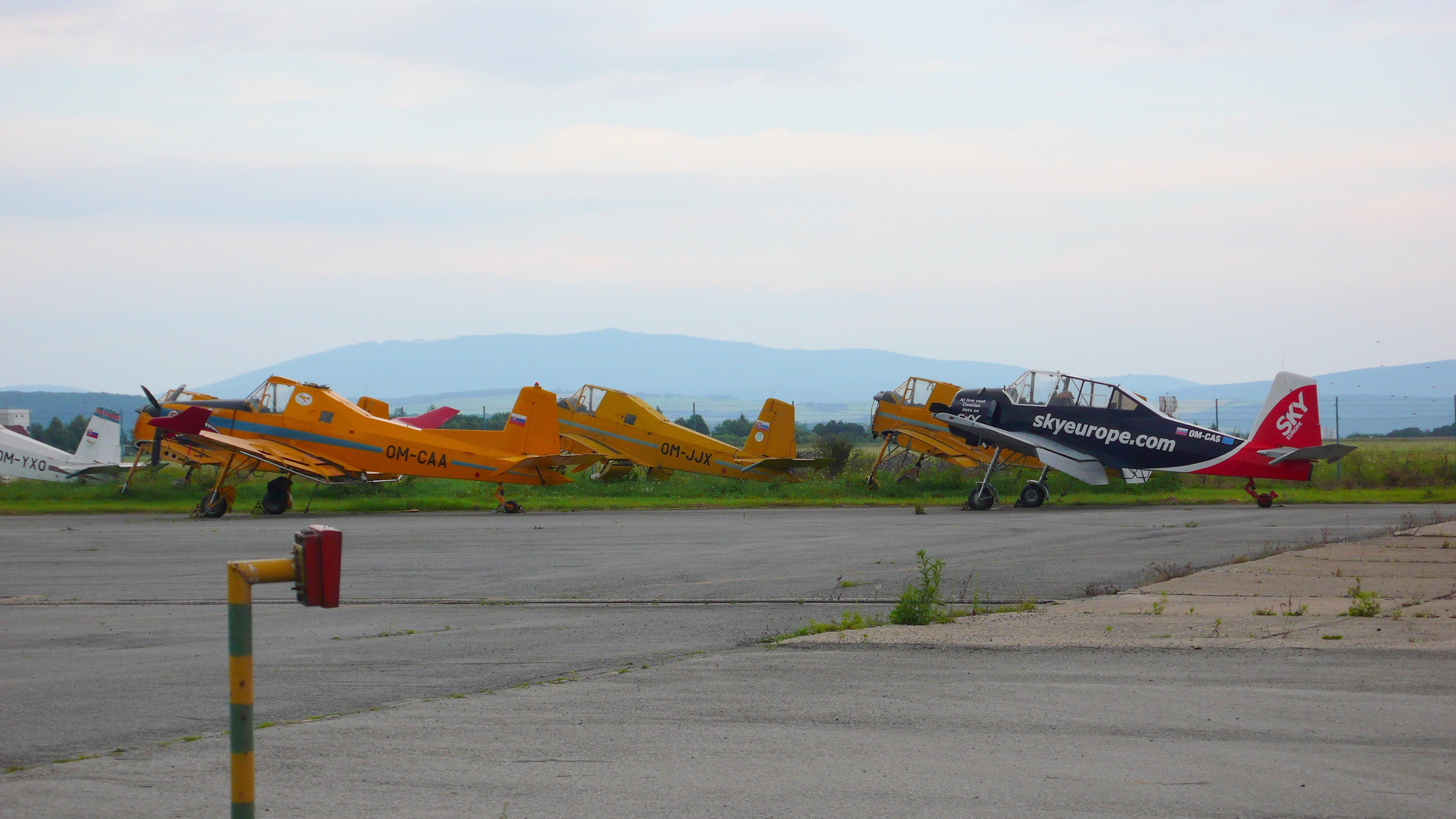
Čmelák Zlín Z-37 v novějších barvách SkyEurope

| miliony eur        | 2004 | 2005  | 2006  | 2007  | 2008  | X/08-III/09 |
| ------------------ | ---- | ----- | ----- | ----- | ----- | ----------- |
| Provozní výnosy    | 53   | 113   | 159   | 236   | 260   | 85          |
| Provozní náklady   | (66) | (146) | (214) | (257) | (316) | (111)       |
| Provozní zisk      | (13) | (34)  | (55)  | (21)  | (56)  | (27)        |
| Čistý zisk         | (10) | (29)  | (57)  | (24)  | (59)  | (32)        |
| Aktiva             | 22   | 84    | 117   | 150   | 113   | 94          |
| Kapitál            | 0,1  | 34    | 16    | (3)   | (61)  | (98)        |
| Závazky            | 22   | 50    | 101   | 152   | 174   | 192         |
| Peněžní prostředky | 9    | 46    | 42    | 12    | 1     | 0,5         |
| Tržní kapitalizace | n/a  | 102   | 82    | 103   | 19    | 6           |

|                             | 2004 | 2005  | 2006  | 2007  | 2008  | X/08-III/09 |
| --------------------------- | ---- | ----- | ----- | ----- | ----- | ----------- |
| Počet cestujících (tisíce)  | 745  | 1 728 | 2 561 | 3 312 | 3 761 | 1 249       |
| Výnosy na cestujícího (eur) | 71   | 65    | 62    | 71    | 69    | 68          |
| Vytíženost (RPK/ASK v %)    | 78,9 | 77,7  | 75,6  | 82,8  | 76,4  | 71,5        |

| Kalendářní měsíc     | X    | XI   | XII  | I    | II   | III  | IV   | V    | VI   | VII  | VIII | IX  |
| -------------------- | ---- | ---- | ---- | ---- | ---- | ---- | ---- | ---- | ---- | ---- | ---- | --- |
| Hospodářský rok 2008 | 305  | 284  | 269  | 227  | 255  | 308  | 280  | 333  | 344  | 387  | 415  | 355 |
| Hospodářský rok 2009 | 274  | 220  | 233  | 174  | 161  | 188  | 203  | 208  | 214  | 243  |      |     |
| Index                | -10% | -23% | -13% | -24% | -37% | -39% | -28% | -38% | -38% | -37% |      |     |

## Ředitelé
| Funkční období           | jméno           |
| ------------------------ | --------------- |
| 2001 – 2007              | Alain Skowronek |
| 2007 – červen 2009       | Jason Bitter    |
| červen 2009 – srpen 2009 | Nick Manoudakis |

## Destinace

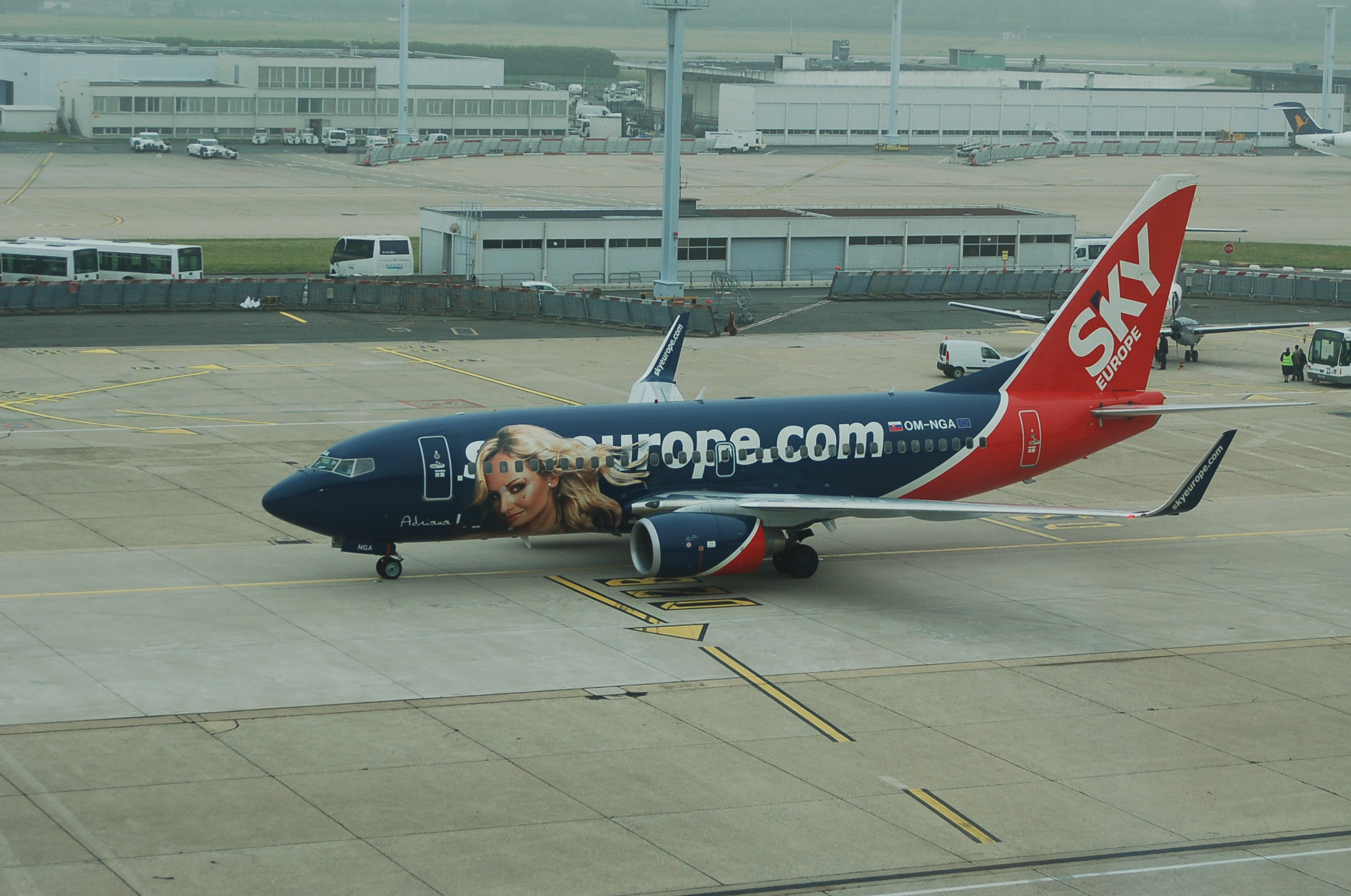
Boeing 737-700 „Adriana" na pařížském Orly (2007)

SkyEurope provozovala 44 linek do 30 destinací v 17 zemích.
Letiště Bratislava je dosažitelné za hodinu jízdy automobilem z Vídně, Brna nebo Győru, čímž pokrývá čtyři země – Rakousko, Maďarsko, Česko a Slovensko. Společnost též provozovala kyvadlovou dopravu mezi letištěm v Bratislavě a 50 km vzdálenou Vídní.
SkyEurope zajišťovala denně pravidelná letecká spojení do destinací Brusel, Sofie, Dubrovník, Split, Zadar, Praha, Kodaň, Basilej, Nice, Paříž, Athény, Miláno, Neapol, Řím, Turín, Benátky, Bukurešť, Bratislava, Košice, Poprad, Barcelona, Londýn a Manchester.

## Flotila
SkyEurope si v roce 2005 objednala 32 nových letadel Boeing 737-700 (ze kterých se 16 mělo stát majetkem SkyEurope), která by měla být dodána mezi roky 2006 a 2009.[zdroj?] Prvních 12 letadel mělo být financováno společností GECAS.[zdroj?]
V lednu 2009 bylo 10 strojů zabaveno investorem, společností GECAS.[zdroj?] Flotila SkyEurope se tak „smrskla“ na čtyři stroje. Společnost byla nucena zrušit tisíce letů a pronajmout si narychlo nové stroje – tento problém vyřešily dva Boeingy 737-300 společnosti Bulgaria Air, MD-83 Dubrovnik Airline a Boeing 757 Air Slovakia.[zdroj?] SkyEurope přistoupily k další redukci letového řádu a přikoupily dva 16 let staré B737-300 po zkrachovalých FlyLAL (Litva, Lotyšsko).[zdroj?]

### Celkem
Za celé své působení se ve flotile této společnosti vystřídalo 33 a více letounů, seznam není kompletní:

## Letecké nehody
28. října 2007 havaroval na letišti v Košicích Boeing 737-76N (imatrikulace OM-NGA), který zavadil křídlem při rolování po přístání o stožár osvětlení, jednalo se o let Bratislava – Košice. Nikdo z 84 pasažérů a 5 členů posádky nebyl zraněn. Důvodem nehody bylo použití nesprávné rolovací dráhy, škoda byla odhadována na 1 000 000 slovenských korun.

## Recenze

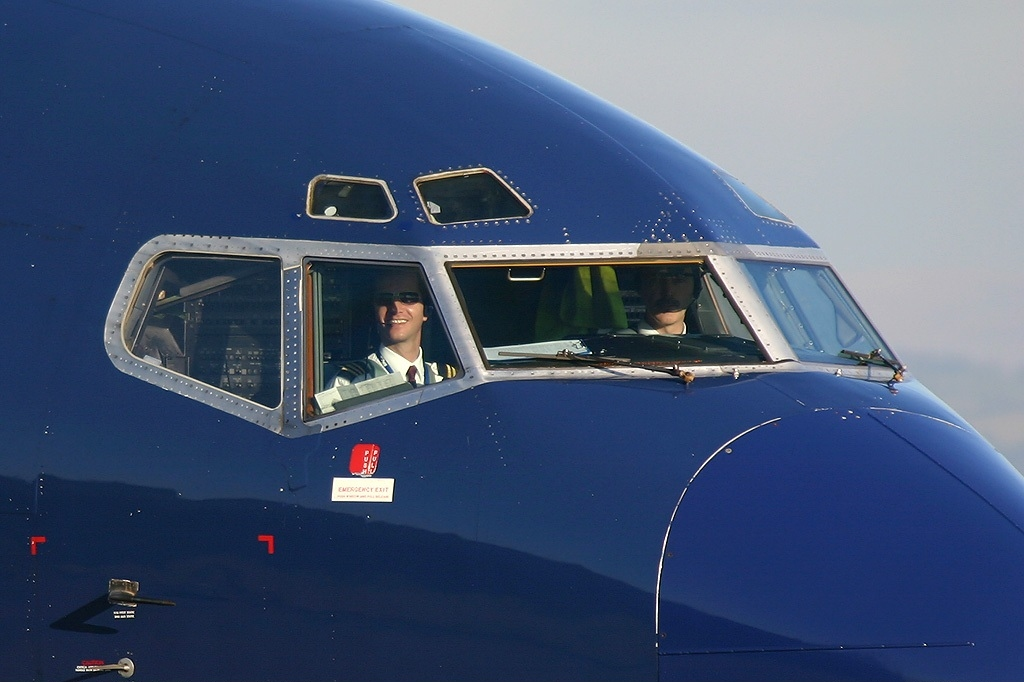
Pilot SkyEurope Boeing 737-500 v roce 2006, imatrikulace OM-SEF

Společnost si převzala v roce 2005 ocenění letecká společnost roku od rakouského magazínu Business World Magazine. V průzkumu společnosti Skytrax, provedeném v období srpen 2007 – červenec 2008, byla SkyEurope nejlépe hodnoceným východoevropským nízkonákladovým dopravcem.

## Zajímavosti
Na svatého Valentýna 14. února 2008 společnost pořádala soutěž o co nejvíce polibků na svých letech, oslavovala 6 let působení. Za celý den jich na 84 letech v 14 letadlech napočítala 2214, což je světový rekord.